# 印通寺港
印通寺港（いんどうじこう, Indoji Port）は、長崎県壱岐市石田町印通寺浦にある地方港湾。港湾管理者は長崎県である。「いんつうじ」と呼ぶ島民もいる。壱岐島の海の表玄関の一つである。壱岐島の一番南になり、九州本土に一番近い。また、国道382号の壱岐島内の終点となっており、本港からは海上国道区間となる。

## 概要
壱岐島の南東部にある。港の入り口にある妻ヶ島が防波堤の役割を果たす自然の良港として古くから利用されてきた。
奈良時代には遣唐使船の寄港地となっていた。また、時代が下り室町時代には倭寇の根拠地の一つでもあった。江戸時代に壱岐が平戸藩領になると、平戸等の島外との連絡や年貢の積出等の玄関口として栄え、捕鯨基地としても重要な地位を占めた。
2015年度の発着数は5,168隻（1,631,817総トン）、利用客数は150,713人（乗込人員74,164人、上陸人員76,549人）である。

## 沿革
- 1881年（明治13年） - 印通寺郵便取扱所（現石田郵便局）開設と前後して呼子港との間に郵便船が就航。
- 1920年（大正9年） - 壱岐運輸株式会社が設立される。（社長　田町栄一）壱岐丸が印通寺-呼子航路が就航。
- 1929年（昭和4年）7月 - 唐津壱岐運輸会社が印通寺浦に設立され、客船を呼子経由で西唐津まで1日1往復運航する。
- 1959年（昭和34年）11月 - 唐津・呼子〜印通寺・郷ノ浦航路に貨客船 梓丸（121t）が就航する。
- 1970年（昭和45年）7月 - 印通寺-呼子間にフェリー壱岐（400t）が就航。
- 1971年（昭和46年）6月 - 印通寺-呼子間にフェリー呼子（532t）が就航。
- 1983年（昭和58年） - フェリー壱岐に代わって、新造船フェリーげんかい（675t）が印通寺-呼子航路を就航。 所要時間 1時間5分。
- 1986年（昭和61年） - フェリーターミナルを改築。
- 1987年（昭和62年） - フェリー呼子に代わって、新造船フェリーあずさ（682ｔ）が印通寺-呼子航路を就航。所要時間 1時間5分。
- 2006年（平成18年）12月1日 - フェリーターミナル改築のため、2007年2月末日まで、壱岐側の発着港を郷ノ浦港に移し、事務所を郷ノ浦港ターミナルビル一階に移転。
- 2007年（平成19年）4月1日 - 九州本島側発着港を呼子港から唐津東港に変更。
  - フェリーげんかいに代わり、新造船エメラルドからつ（999ｔ）が就航。（フェリーげんかいは博多-比田勝航路へ）
  - 併せてフェリーターミナルビルを改築。
- 2019年（平成31年）4月1日 - フェリーあずさに代わり、新造船ダイヤモンドいき（932ｔ）が就航[3]。

## 施設
- 印通寺港フェリーターミナルビル - 鉄筋コンクリートRC造2階建、延床面積495.47平方m。
  - 1階 - 管理事務所、乗船券販売窓口、売店
  - 2階 - 待合所、乗下船口（長さ17.5m、幅2mのボーディングブリッジ）
  - 改築されたターミナルビルには、バリアフリーに配慮し、エレベーターや上述のようにボーディングブリッジが新設された。新造船エメラルドからつ・ダイヤモンドいきにもエレベーターが設置されている。
- 長崎県漁連壱岐出張所
- 石田町漁業協同組合

## 航路
- 九州郵船がフェリーを運航している。長崎県本土の港湾との定期航路は2011年（平成23年）時点ではない。
  - フェリー「ダイヤモンドいき」と「エメラルドからつ」2隻体制で通常運航。　唐津港（唐津東港、佐賀県唐津市） - 印通寺港　所要時間-約1時間40分。
  - 「フェリーげんかい」のドック入り（点検作業期間）の時期には、博多-比田勝航路に「ダイヤモンドいき」が代用され、唐津東-印通寺航路は「エメラルドからつ」一隻のみで運航することがある。
  - かつて唐津東港で昭和自動車の高速バス「レインボー壱岐号」と接続し、県庁所在地である長崎市との連絡ルートを担っていたが、2012年（平成24年）3月末をもって廃止された。

## 市内各地へのアクセス
- 壱岐交通 がバスを運行。「印通寺港」バス停。
  - 郷ノ浦町（郷ノ浦港）、芦辺町（芦辺漁港・瀬戸浦）、壱岐空港、山崎地区、久喜（くき）・若松地区行きのバスが運行されている。
  - 夏季限定（7月中旬～8月中旬）で筒城浜（つつきはま）海水浴場行きのバスが運行されている。

時刻などの詳細は公式ホームページで確認されたい。

## 周辺
- 壱岐警察署 石田警察官駐在所
- マリンパル壱岐・壱岐市立石田図書館
- 石田郵便局
- 壱岐市役所　石田庁舎
- 壱岐市立いしだ保育所、壱岐市立石田幼稚園、壱岐市立石田小学校、壱岐市立石田中学校
- 壱岐松永記念館 （松永安左エ門）
- 唐人神
- 原の辻遺跡・原の辻ガイダンス・壱岐市立一支国博物館
- 志々岐浜海水浴場
- 志々岐神社